# Saint-Pierre-de-Semilly
Saint-Pierre-de-Semilly és un municipi francès situat al departament de la Manche i a la regió de Normandia. L'any 2007 tenia 414 habitants.

## Demografia

### Població
El 2007 la població de fet de Saint-Pierre-de-Semilly era de 414 persones. Hi havia 165 famílies de les quals 29 eren unipersonals (17 homes vivint sols i 12 dones vivint soles), 70 parelles sense fills i 66 parelles amb fills.
La població ha evolucionat segons el següent gràfic:
Habitants censats

### Habitatges
El 2007 hi havia 172 habitatges, 163 eren l'habitatge principal de la família, 3 eren segones residències i 6 estaven desocupats. 170 eren cases i 2 eren apartaments. Dels 163 habitatges principals, 134 estaven ocupats pels seus propietaris, 26 estaven llogats i ocupats pels llogaters i 3 estaven cedits a títol gratuït; 8 tenien dues cambres, 7 en tenien tres, 26 en tenien quatre i 122 en tenien cinc o més. 141 habitatges disposaven pel capbaix d'una plaça de pàrquing. A 54 habitatges hi havia un automòbil i a 105 n'hi havia dos o més.

### Piràmide de població
La piràmide de població per edats i sexe el 2009 era:
| Homes | Edats   | Dones |
| ----- | ------- | ----- |
| 0     | 95 o +  | 0     |
| 0     | 90 a 94 | 0     |
| 0     | 85 a 89 | 0     |
| 0     | 80 a 84 | 0     |
| 8     | 75 a 79 | 8     |
| 4     | 70 a 74 | 0     |
| 8     | 65 a 69 | 12    |
| 4     | 60 a 64 | 4     |
| 12    | 55 a 59 | 8     |
| 24    | 50 a 54 | 32    |
| 20    | 45 a 49 | 20    |
| 16    | 40 a 44 | 16    |
| 32    | 35 a 39 | 16    |
| 0     | 30 a 34 | 8     |
| 12    | 25 a 29 | 0     |
| 16    | 20 a 24 | 4     |
| 20    | 15 a 19 | 12    |
| 20    | 10 a 14 | 16    |
| 8     | 5 a 9   | 20    |
| 0     | 0 a 4   | 4     |

## Economia
El 2007 la població en edat de treballar era de 283 persones, 221 eren actives i 62 eren inactives. De les 221 persones actives 214 estaven ocupades (115 homes i 99 dones) i 7 estaven aturades (1 home i 6 dones). De les 62 persones inactives 21 estaven jubilades, 24 estaven estudiant i 17 estaven classificades com a «altres inactius».

### Ingressos
El 2009 a Saint-Pierre-de-Semilly hi havia 161 unitats fiscals que integraven 422 persones, la mediana anual d'ingressos fiscals per persona era de 21.387,5 €.

### Activitats econòmiques
Dels 12 establiments que hi havia el 2007, 2 eren d'empreses de construcció, 4 d'empreses de comerç i reparació d'automòbils, 1 d'una empresa de transport, 2 d'empreses d'hostatgeria i restauració, 1 d'una empresa financera, 1 d'una empresa de serveis i 1 d'una empresa classificada com a «altres activitats de serveis».
Dels 5 establiments de servei als particulars que hi havia el 2009, 1 era un taller de reparació d'automòbils i de material agrícola, 1 guixaire pintor, 1 lampisteria i 2 restaurants.
L'any 2000 a Saint-Pierre-de-Semilly hi havia 15 explotacions agrícoles que ocupaven un total de 420 hectàrees.

## Equipaments sanitaris i escolars
El 2009 hi havia una escola elemental integrada dins d'un grup escolar amb les comunes properes formant una escola dispersa.

## Poblacions més properes
El següent diagrama mostra les poblacions més properes.